# Azelot
Azelot – miejscowość i gmina we Francji, w regionie Grand Est, w departamencie Meurthe i Mozela.
Według danych na rok 1990 gminę zamieszkiwały 342 osoby, a gęstość zaludnienia wynosiła 72 osób/km² (wśród 2335 gmin Lotaryngii Azelot plasuje się na 713. miejscu pod względem liczby ludności, natomiast pod względem powierzchni na miejscu 1033.).